# Mezinárodní letiště Oděsa
Mezinárodní letiště Oděsa (ukrajinsky Міжнародний аеропорт «Одеса» – Mižnarodnyj aeroport „Odesa“, IATA: ODS, ICAO: UKOO) je mezinárodní letiště u Oděsy v Oděské oblasti na Ukrajině. Leží ve vzdálenosti přibližně sedmi kilometrů jihozápadně od centra města. Bylo otevřeno v roce 1961. Jako vedlejší uzlové letiště ho využívá společnost Ukraine International Airlines.